# Brodek u Přerova (stacja kolejowa)
Brodek u Přerova – stacja kolejowa w Brodku u Přerova, w kraju ołomunieckim, w Czechach. Znajduje się na wysokości 205 m n.p.m. i leży na linii kolejowej nr 270.